# Narcissus cuatrecasasii
Narcissus cuatrecasasii es una especie de planta bulbosa perteneciente a la familia de las Amarilidáceas.

## Descripción
Planta muy baja y cespitosa, de has 0,4 m. Endemismo de la Sierra de Cazorla que se asemeja mucho al Narcissus rupicola, aunque éste suele ser algo más lato y prsenta a veces flores geminadas de 2 a 5. Hojas de color verde grisáceas, de 2,5 a 4,5 mm de ancho, con dos quillas en el envés, erectas o extendidas. Tallo de 10 a 40 cm. Flores hermafroditas de color amarillo intenso, de 2 a 3 cm de diámetro, grandes y solitarias, rara vez en parejas, con segmentos de 9 a 12 mm, corola unas dos veces más ancha que larga.

## Distribución y hábitat
Sur de la península ibérica, desde Cádiz hasta Granada y Jaén. Habita en repisas y grietas de rocas calizas de montaña. Tendría interés ornamental, pero su condción de endemismo muy localizado hace desaconsejable su recolección.

## Taxonomía
Narcissus cuatrecasasii fue descrita por Fern.Casas, Lainz et R. Rejón y publicado en Cuad. Cienc. (Granada) 2(1): 4, en el año 1973.
Citología
Número de cromosomas de Narcissus cuatrecasasii (Fam. Amaryllidaceae) y táxones infraespecíficos: 2n=14.
Etimología
Narcissus nombre genérico que hace referencia del joven narcisista de la mitología griega Νάρκισσος (Narkissos) hijo del dios río Cephissus y de la ninfa Leiriope; que se distinguía por su belleza. 
El nombre deriva de la palabra griega: ναρκὰο, narkào (= narcótico) y se refiere al olor penetrante y embriagante de las flores de algunas especies (algunos sostienen que la palabra deriva de la palabra persa نرگس y que se pronuncia Nargis, que indica que esta planta es embriagadora). 
cuatrecasasii: epíteto que conmemeora a José Cuatrecasas, que la descubrió en la Sierra  Mágina en Jaén.
Variedad aceptada
- Narcissus cuatrecasasii var. segimonensis (Fern.Casas) Fern.Casas

Sinonimia
- Narcissus rupicola f. pedunculatus Cuatrec.
- Narcissus rupicola var. pedunculatus Cuatrec.
- Narcissus rupicola subsp. pedunculatus (Cuatrec.) Laínz[4]

## Nombre común
Flor de los pajaritos, narciso, narciso de Cuatrecasas.